# King of the Hill
King of the Hill es una serie animada cómica estadounidense creada por Mike Judge y Greg Daniels para la cadena Fox. La serie se emitió inicialmente del 12 de enero de 1997 al 6 de mayo de 2010. Se centra en la vida cotidiana de los Hill, una familia estadounidense de clase media en la ciudad ficticia de Arlen, Texas. Intenta mantener un enfoque realista, buscando humor en los aspectos convencionales y mundanos de la vida cotidiana.
La serie debutó en la red Fox como un reemplazo a mitad de temporada en 1997, convirtiéndose rápidamente en un éxito. Se convirtió en una de las series de más larga duración de Fox, y fue brevemente la segunda comedia animada más larga de la historia. Se emitieron un total de 259 episodios en el transcurso de sus 13 temporadas. El último episodio se emitió en Fox el 13 de septiembre de 2009. En 2007, fue nombrada por la revista Time como uno de los 100 mejores programas de televisión de todos los tiempos. King of the Hill ganó dos premios Emmy y fue nominada en siete ocasiones.
El 18 de enero de 2022, Judge y Daniels anunciaron la creación de una nueva empresa llamada Bandera Entertainment, en la que una nueva temporada de King of the Hill sería una de las series en desarrollo. En septiembre de 2022, se dio a conocer que Fox no retomaría la serie. El 31 de enero de 2023, se reveló que Hulu encargó el regreso de la serie. El 30 de mayo de 2025, se anunció que la fecha de estreno del revival sería el 4 de agosto de 2025, con la nueva temporada emitiéndose a través de Hulu y Disney+ con Hulu.

## Sinopsis
La historia de King of the Hill se desarrolla en la pequeña ciudad ficticia de Arlen, Texas. El espectáculo se centra en la familia Hill, cuya cabeza visible es Hank Hill, fiel responsable, trabajador, leal, disciplinado y honesto (con la voz de Mike Judge). El título de la serie se refiere a Hank como cabeza de familia y, metafóricamente, al juego infantil King of the Hill. Hank trabaja como asistente del gerente en la empresa Strickland Propane. Es muy tradicional y moral y cuida muy bien a su perra, Ladybird, a la que trata en la mayoría de los casos como miembro de la familia y como ser humano. Hank está casado con Peggy Hill (interpretada por Kathy Najimy), una nativa de Montana, maestra sustituta de español aunque tiene poco conocimiento del idioma. Su exceso de confianza y naturaleza confiada a menudo la llevan a involucrarse en esquemas complejos que Peggy no reconoce como criminales o irresponsables hasta que es demasiado tarde.
El único hijo de Hank y Peggy, Bobby Hill (interpretado por Pamela Adlon), es un niño ronco prepúber que generalmente es amable y querido, pero no muy brillante, y con frecuencia propenso a tomar malas decisiones. A lo largo de la serie, la sobrina de Peggy, Luanne Platter (interpretada por Brittany Murphy), la hija de su intrigante hermano Hoyt (interpretado por Johnny Knoxville en «Life: A Loser's Manual», final de la temporada 12) y su exesposa alcohólica Leanne (voz de Adlon en «Leanne's Saga»), vive con la familia Hill. Ingenua y muy emotiva, Luanne originalmente fue alentada a mudarse por su tío Hank, pero con el tiempo, la acepta como miembro de la familia. Luanne más tarde se casa con Elroy «Lucky» Kleinschmidt (voz del músico Tom Petty), un vagabundo que vive en los asentamientos.

## Temporadas
| Temporada | Temporada | Episodios | Episodios | Emisión original         | Emisión original    |
| Temporada | Temporada | Episodios | Episodios | Primera emisión          | Última emisión      |
| --------- | --------- | --------- | --------- | ------------------------ | ------------------- |
|           | 1         | 12        | 12        | 12 de enero de 1997      | 11 de mayo de 1997  |
|           | 2         | 23        | 23        | 21 de septiembre de 1997 | 17 de mayo de 1998  |
|           | 3         | 25        | 25        | 15 de septiembre de 1998 | 18 de mayo de 1999  |
|           | 4         | 24        | 24        | 26 de septiembre de 1999 | 21 de mayo de 2000  |
|           | 5         | 20        | 20        | 1 de octubre de 2000     | 13 de mayo de 2001  |
|           | 6         | 22        | 22        | 11 de noviembre de 2001  | 12 de mayo de 2002  |
|           | 7         | 23        | 23        | 3 de noviembre de 2002   | 18 de mayo de 2003  |
|           | 8         | 22        | 22        | 2 de noviembre de 2003   | 23 de mayo de 2004  |
|           | 9         | 15        | 15        | 7 de noviembre de 2004   | 15 de mayo de 2005  |
|           | 10        | 15        | 15        | 18 de septiembre de 2005 | 14 de mayo de 2006  |
|           | 11        | 12        | 12        | 28 de enero de 2007      | 20 de mayo de 2007  |
|           | 12        | 22        | 22        | 23 de septiembre de 2007 | 18 de mayo de 2008  |
|           | 13        | 24        | 24        | 28 de septiembre de 2008 | 6 de mayo de 2010   |
|           | 14        | 10        | 10        | 4 de agosto de 2025      | 4 de agosto de 2025 |

## Concepción

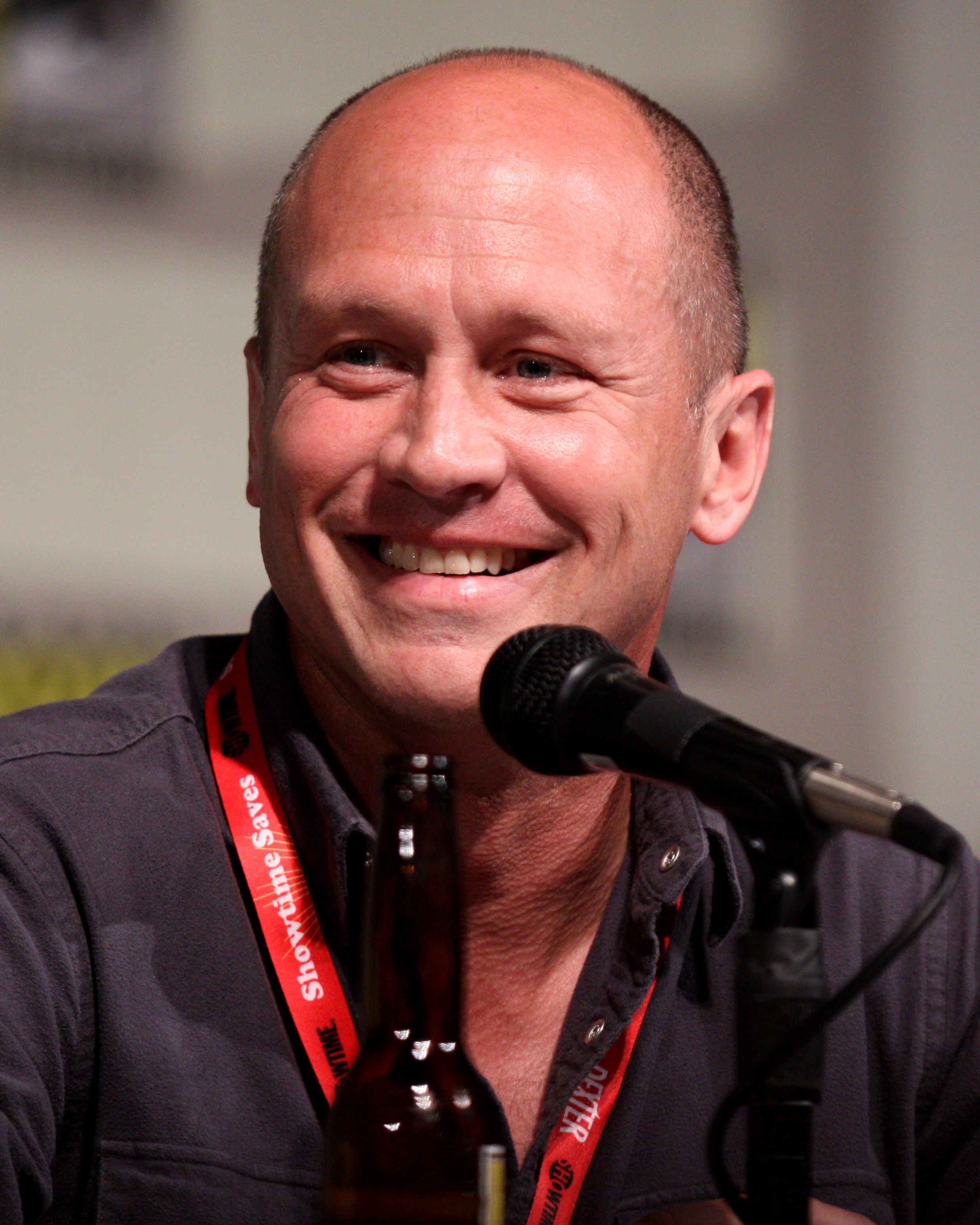
Mike Judge en 2011.

A principios de 1995, después de la exitosa presentación de Beavis and Butt-Head en MTV, Mike Judge decidió crear otra serie animada, esta vez en un pequeño pueblo de Texas basado en una amalgama de suburbios de Dallas, incluyendo Garland, Texas, donde había vivido, y Richardson. Judge concibió la idea del programa, dibujó a los personajes principales y escribió un guion piloto.
Fox no estaba seguro de la viabilidad del concepto de Judge para una comedia animada basada en la realidad y ambientada en el sur de Estados Unidos, por lo que la red unió al animador con Greg Daniels, un experimentado escritor de televisión en horario estelar que había trabajado previamente en Los Simpson. Daniels reescribió el guion piloto y creó varios personajes importantes que no aparecían en el primer borrador de Judge, incluidos Luanne y Cotton. Mientras la escritura de Judge tendía a enfatizar el humor político, Daniels se enfocó en el desarrollo del carácter para proporcionar un contexto emocional para los numerosos conflictos culturales de la serie. En última instancia, Judge estaba tan satisfecho con las contribuciones de Daniels, que decidió darle crédito como cocreador, en lugar de darle el crédito de «desarrollador» generalmente reservado para las personas que ingresaron a un piloto escrito por otra persona.

### Cancelación
Aunque las clasificaciones se mantuvieron constantes durante la décima a la duodécima temporada y habían comenzado a elevarse en las clasificaciones generales de Nielsen, Fox anunció abruptamente en 2008 que King of the Hill había sido cancelada. La cancelación coincidió con el anuncio de que Seth MacFarlane, creador de Family Guy y American Dad!, crearía un spin-off de Family Guy llamado The Cleveland Show, que ocuparía el mismo horario de King of the Hill.

## Personajes

### Principales
- Henry «Hank» Rutherford Hill (voz de Mike Judge): (Héctor Reyes en Hispanoamérica) Hank es el protagonista principal que trabaja como vendedor de Strickland Propane. Se parece, tanto en la voz como en la apariencia, al personaje de Tom Anderson de Beavis and Butthead, un personaje también interpretado por Judge. Hank es generalmente un padre bien intencionado, pero a menudo se siente confundido y ansioso por las tendencias modernas y las travesuras de sus amigos y familiares. Hank se siente incómodo con muestras públicas de intimidad con su esposa y su hijo. Le cuesta expresarle su amor a cualquier miembro de su familia, ya que él piensa que es poco masculino. Es un subproducto de una época pasada. Sin embargo, es siempre fiel, amable, firme, razonable y trabajador. Gran parte de la serie gira en torno al deseo de Hank de hacer lo correcto en comparación con gran parte del resto de las personas a su alrededor que preferirían engañar y mentir. Es un tejano orgulloso, que creció allí. Aunque nació en un salón de damas en el Yankee Stadium, y pasó los primeros tres días de su vida en la ciudad de Nueva York.

- Margaret J. «Peggy» Platter Hill (Peggy Reyes en Hispanoamérica) (voz de Kathy Najimy): La esposa de Hank, Peggy, nació en Montana y se crio en el rancho de ganado de su familia. Tuvo una relación tensa con su madre. Peggy es una maestra sustituta en Arlen, Texas, que se especializa en la enseñanza del español a pesar de tener un pobre conocimiento del idioma. Peggy también es columnista de un periódico independiente, notaria pública, lanzadora ejemplar de softbol y campeona de Boggle y ha comenzado una carrera en el sector inmobiliario. Tiene la costumbre de agregar o cambiar ingredientes a platos comunes y luego nombrarlos como si fueran su propia creación. A pesar de alardear de su inteligencia, ha sido víctima de todo tipo de estafas. Por ejemplo: haber visitado a un exalumno en prisión sin saber que solo era utilizada como una mula para transportar cocaína, o haber sido modelo de sus pies por ser muy grandes sin darse cuenta de que en realidad se trataba de una página de fetichismo; Por otra parte tomó un curso para determinar su coeficiente intelectual, en el cual ontuvo un grado de inteligencia mayor, sin embargo la prueba era solo un fraude, y finalmente, al entrar en su empleo de columnista escribió un artículo sobre como blanquear y aromatizar el baño utilizando diversos ingredientes, (sobre todo blanqueador y amoniaco) solo para enterarse de que dichos ingredientes se utilizan para la creación del gas mostaza. Tiene el cabello castaño y normalmente usa lentes, una camisa sin mangas color aguamarina y culottes de mezclilla, pero a menudo usa diferentes atuendos.

- Robert Jeffrey «Bobby» Hill (voz de Pamela Adlon) (Beto Reyes en Hispanoamérica): El hijo de 13 años de Hank y Peggy, el mejor amigo de Joseph y Connie. Aunque es amable, gentil, adorable y generalmente querido, no es muy brillante y suele ser propenso a tomar malas decisiones. Quiere mudarse a Nueva York cuando sea mayor. Bobby muestra poco interés en los roles de género y, aunque es excelente en el golf y el tiro al blanco, no le gustan los deportes de equipo, a menudo tomando clases como economía doméstica y consejería en lugar de las «clases masculinas» más tradicionales. Aunque muchos (incluido Hank) tienden a tipificarlo como «incorrecto», tiene un éxito romántico, saliendo con Connie y otras chicas a lo largo de la serie.

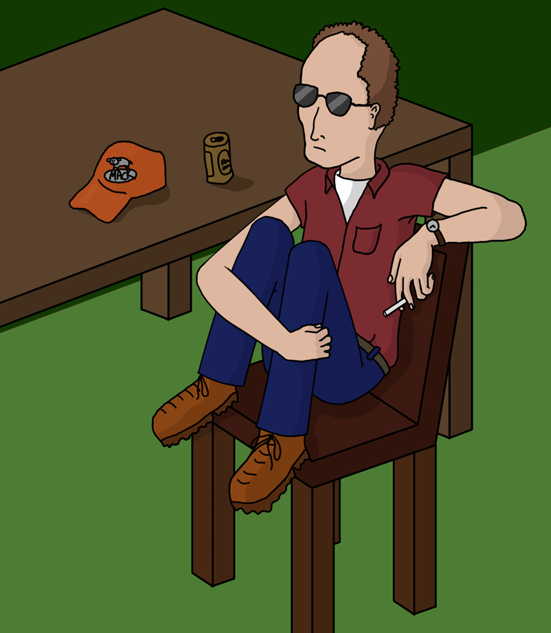
Dale Gribble.

- Dale Alvin Gribble (voz de Johnny Hardwick y Toby Huss) (Diego Gómez en Hispanoamérica): Dale es el vecino fumador de los Hills y exterminador de insectos. Su apariencia física se inspiró en Hunter S. Thompson. Su mayor experiencia reside en su conocimiento de las teorías y las lagunas conspirativas. Dale es paranoico con respecto a cualquier actividad del gobierno y con frecuencia utiliza el alias de Rusty Shackleford para operar de forma anónima, lo que incluye haber recibido pagos por desempleo con dicho alias. Posee una vasta colección de armas desde pistolas hasta armas automáticas y es un ferviente defensor de los derechos de la Segunda Enmienda. A pesar de ser un aficionado a las armas de fuego, su puntería es relativamente pobre y, a pesar de ser un experto en cuestiones militares, es físicamente el más débil del elenco principal.

- William «Bill» Fontaine de La Tour Dauterive (voz de Stephen Root) (Blas Dávalos de la Cantoya en Hispanoamérica): Bill es el vecino con sobrepeso, divorciado y clínicamente deprimido de los Hills. Creció en Luisiana con su primo Gilbert y habla francés e inglés. En la actualidad es un sargento barbero en el ejército de los Estados Unidos. Si bien su trabajo consiste principalmente en reclutar afeitadores, de hecho es un barbero extremadamente talentoso. Bill es una especie de masoquista y a menudo se siente atraído por las personas que abusan de él. Con frecuencia trata de coquetear y conquistar a Peggy. A pesar de parecer un perdedor, Bill ha disfrutado de varios éxitos románticos (o casi éxitos), incluidas las madres de Kahn y Luanne, la exgobernadora de Texas Ann Richards y las jóvenes viudas de dos de sus primos fallecidos.

- Jeffrey Dexter «Jeff» Boomhauer III (voz de Mike Judge) (Benjamín «Benavidez» Avidez en Hispanoamérica): a menudo conocido como su apellido, Boomhauer es un mujeriego delgado cuyas murmuraciones son difíciles de entender para el público, pero fáciles de entender para sus amigos. Es un aficionado a los autos clásicos y posee un Dodge Coronet Super Bee de 1969 (en la escuela secundaria poseía un Ford Mustang de finales de los 60 apodado «Ms. Sally»), y, a pesar de sus divagaciones incoherentes, a menudo se muestra más inteligente y filosófico que sus tres amigos. A lo largo de la serie nunca se sabe lo que hace para ganarse la vida, aunque se reveló en un episodio temprano que él era un ingeniero eléctrico. Al final de la serie, una insignia que se ve en su billetera revela que es un Ranger de Texas.

- Luanne Leanne Platter Kleinschmidt (voz de Brittany Murphy) (Lola Plata en Hispanoamérica): Luanne es la sobrina universitaria de los Hills, hija del intrigante hermano gemelo paterno de Peggy Hoyt y su exesposa alcohólica Leanne. Luanne se muda con los Hills después de que su madre Leanne apuñala a Hoyt con un tenedor durante una pelea de borrachos. Inicialmente, Hank hace intentos frecuentes para alentar a Luanne a mudarse por su cuenta, pero luego termina aceptándola como miembro de la familia. A menudo es retratada como una cabeza hueca, pero se demostró que era una mecánica experta en las primeras dos temporadas y buena con los acertijos de lógica. En la temporada final tiene una niña llamada Gracie Margaret Kleinschmidt.
- Lady bird Hill (Reyes) lleva el nombre de la primera dama de los Estados Unidos Lady Bird Johnson. Se dice que su madre ayudó a localizar a James Earl Ray, como reveló Hank en el episodio 7 de la temporada 1 titulado «Westie Side Story». Su compañía alivió temporalmente el estrés de Hank (y la uretra estrecha), lo que le permitió impregnar a Peggy. Más adelante en la serie, Ladybird se volvería sorda y, a pesar de los grandes esfuerzos de Hank, nunca daría cachorros debido a su estrecho útero.

### Secundarios
- Col. Cotton Lyndal Hill (voz de Toby Huss) (Carlos Reyes en Hispanoamérica) - El padre de Hank, el suegro de Peggy y el abuelo de Bobby, tiene un carácter terrible e impulsivo. A pesar de sus muchos defectos, ocasionalmente mostró un lado más suave, por ejemplo en el episodio «El plan de Carlos», donde ayudó a Peggy a aprender a caminar nuevamente después de su accidente de paracaidismo. Sus pantorrilas fueron arrancadas en la Segunda Guerra Mundial por una «ametralladora del hombre de Japón» y sus pies fueron unidos nuevamente a sus rodillas, resultando en una altura corta y una forma de caminar forzada. A pesar de su discapacidad, finalmente alcanzó el rango de coronel en la milicia estatal. Después de que Cotton y su primera esposa, Tillie, la madre de Hank, se divorciaron, se casó con una joven rubia, muy dulce y tetona, que se llamaba Didi, quien dio a luz a su hijo menor, «G.H.» («Good Hank», «El buen Héctor» en Hispanoamérica). Estaba inmensamente orgulloso de su servicio militar. Aunque su afirmación de pelear con «nazzies» (nazis) resultó ser falsa y su afirmación de haber matado a «cincuenta hombres» fue dudosa, se confirmó su participación en varias de las batallas más sangrientas en el Pacific Theatre y se demostró que su uniforme era Decorado con la Medalla de Honor y el Corazón Púrpura. En lugar de dirigirse a Peggy por su nombre, la llama «la esposa de Hank».
- Didi Hill (voz de Ashley Gardner) (Didi Reyes en Hispanoamérica) - Didi es la segunda esposa de Cotton, la madrastra de Hank. Ella tiene implantes mamarios y sufre de depresión posparto luego del nacimiento del tercer hijo de Cotton, «G.H.» En general, se la describe como dócil y elegante, aunque es una asistente certificada de optometría.
- Good Hank Jeffrey «G.H.» Hill  (El buen Héctor en Hispanoamérica) - G.H. es el hijo pequeño de Cotton y Didi, y el menor de los dos medio hermanos de Hank. G.H. es una abreviatura de «Good Hank», lo que implica que el Hank original no fue satisfactorio para su padre. Golosinas de algodón G.H. mucho mejor que Hank,
- Matilda «Tillie» Mae Garrison (anteriormente Hill) (interpretada por Tammy Wynette en 1997–1998, Beth Grant en 1999 y K Callan en 2000–2009) - Tillie es la primera esposa de Cotton, la madre de Hank, Suegra de Peggy y La abuela de Bobby. Se divorció de Cotton después de sufrir años de abuso verbal. Tillie es una mujer amable que recolecta miniaturas porque la hicieron feliz durante el abuso de Cotton. Hank suele ser demasiado protector con ella, por temor a ser demasiado vieja y frágil para salir y hacer las cosas por su cuenta. Tillie vive en Arizona con su esposo Chuck. El nombre legal de Tillie varía durante la serie. Ella aparece como «Tillie» en el certificado de nacimiento de Hank, pero el clérigo le dirige a Matilda durante su boda con Gary.
- Elroy «Lucky» Kleinschmidt (voz de Tom Petty) - Lucky es el marido itinerante de Luanne, pero en general es benigno y es el padre de la hija de Luanne. A menudo, a Lucky le resulta difícil mantener un empleo (no tiene crédito ni número de Seguro Social). Vive con el resto de los $53 000 dólares en «pagos de liquidación» que recibió después de «chocar con el pis en el Costco» después de haber fusionado una parte de su columna vertebral. Fue apodado «Lucky» después de la ganancia inesperada del asentamiento. Después de que gastó la mayoría de su dinero en personalizar su camioneta, sus finanzas se redujeron a nueve mil dólares, pero recuperaron otros $53 000 cuando una ambulancia persiguió a Lucky para evitar una demanda. Peggy hizo un gran esfuerzo para separarlo a él y a Luanne, pero después de que se reveló el embarazo de Luanne, ella y Hank se reconciliaron, dándoles una boda de escopeta a petición de Lucky. También es uno de los guitarristas de la banda «Big Mountain Fudgecake» de John Redcorn(sancho mazorca). Aunque en algunos aspectos no tiene sentido, Lucky ha aprendido algunas facetas, como las matemáticas básicas a través de la experiencia de la vida en lugar de la educación formal, y fue lo suficientemente astuto como para deducir que su suegro pasó tiempo en la cárcel, mientras que Luanne creyó la historia en la que trabaja una plataforma petrolera Ansiaba recibir su Certificado de preparatoria pero solo para demostrar que era lo suficientemente bueno como para casarse con Luanne.
- Gracie Margaret Kleinschmidt - Hija de Lucky y Luanne. Ella nació en el episodio de la temporada 13 «Lucky See, Monkey Do». Luanne originalmente quería nombrarla Lasaña (declarando que la lasaña era su comida favorita) mientras estaba bajo la influencia de analgésicos de hospital, pero escogiendo un nombre más convencional después de que ella se había recuperado.
- Myrna Kleinschmidt (voz de Paget Brewster) - Myrna es la hermana de Lucky, la cuñada de Luanne, la tía de Gracie y la principal antagonista de «Lucky See, Monkey Do». Es una madre inteligente y moderna que solo aparece en el episodio «Lucky See, Monkey Do». Tiene dos hijos, un hijo y una hija (primos primos paternos de Gracie) y los cría en estricta conformidad con las prácticas de crianza contemporáneas, algo que la lleva a una rivalidad con Peggy, cuyas habilidades de crianza son de escuelas de pensamiento más antiguas, sobre cómo ayudar a Luanne a medida que se acerca la fecha de vencimiento de su embarazo. Cuando Luanne entra en trabajo de parto, Myrna controla la situación e insiste en que Luanne tenga un parto natural, libre de drogas, pero bajo el estímulo de Hank para que piense por sí misma cómo criar a su hijo, Luanne y Lucky optan por un parto en el hospital.
- Leanne Platter (voz de Pamela Adlon) - Leanne, la violenta y alcohólica madre de Luanne, la abuela de Gracie, la tía de Bobby y la suegra de Lucky, fue encarcelada por «asalto en segundo grado» a su esposo en la espalda con un tenedor. Aunque a menudo se la menciona durante el curso de la serie, aparece solo en el episodio «La saga de Leanne», visitando a Luanne en Arlen después de su liberación de la cárcel y de ser cortejada brevemente por Blas.
- Maddy Platter (voz de Joanna Gleason) - Maddy Platter es la madre de Peggy y Hoyt, la suegra de Hank y la abuela de Bobby y Luanne. Mother Platter vive en Montana con su hijo Hoyt. Es una ranchera a la antigua, resistente y nostálgica, y detesta a Peggy por abandonar el rancho familiar y no casarse con un vecino local. Extrañamente, los flashbacks de episodios anteriores presentan un personaje de «madre de Peggy» totalmente diferente, que es esencialmente una versión más antigua de Peggy. Versión anterior completamente.
- Doc Platter (voz de Stephen Root) - Doc es el padre de Peggy y Hoyt, el suegro de Hank y el abuelo de Bobby y Luanne. Solo hace una aparición importante cuando Peggy, Bobby y Hank visitan el rancho familiar. Parece que se está volviendo algo senil y predicador, solo que habla en las metáforas del viejo oeste rural que Hank interpreta como una sabiduría antigua al estilo occidental
- Junichiro (voz de David Carradine) - Junichiro es el medio hermano mayor medio japonés de Hank, el cuñado de Peggy y el medio tío de Bobby que ha vivido en Japón toda su vida. Hank y Junichiro tienen el mismo padre, debido al asunto de Cotton con una enfermera japonesa durante sus días de guerra, y comparten muchas similitudes en apariencia y modales (esto a pesar del hecho de que Hank en realidad comparte más de las características de su madre); uno de estos es que cuando él se sorprende, como Hank, grita «¡BWAH!» Al igual que Hank, Junichiro también tiene una uretra estrecha y es gerente asistente de la empresa para la que trabaja, fabricando robots y accesorios para robots. Al principio, renuncia a la sangre de la Colina en él. Pero finalmente llama a Cotton «padre»
- Nancy Hicks-Gribble (voz de Ashley Gardner) (Nancy Gómez en Hispanoamérica) - es la esposa de Dale, la madre de Joseph y presentadora del canal de noticias local Canal 84. Tuvo una relación de catorce años con John Redcorn, que produjo su hijo, Joseph, aunque finalmente rompió el asunto y se convirtió en una esposa fiel de Dale. Redcorn se negó a volver con ella por respeto a Dale. Su madre Bunny fue igualmente infiel al padre de Nancy, pero no reveló su propia relación a largo plazo hasta que Nancy comenzó a sufrir pérdida de cabello inducida por el estrés por sus sentimientos no resueltos por John Redcorn. Nancy es una exreina de belleza, un hecho que la ayudó a conseguir su trabajo como presentadora del clima y posteriormente como presentadora de noticias
- John Redcorn (Sancho Mazorca en Hispanoamérica) - es el examante de Nancy y padre biológico de Joseph. Se conocieron 3 años después de que Nancy se casara con Dale siendo Joseph producto de dicha relación. Aunque Nancy afirmaba que ella tenía un primo jamaiquino para justificar el color de piel de Joseph, todos supieron la relación de John Redcorn y Nancy excepto Peggy. Por otra parte Peggy estuvo a punto de decirle a dale todo acerca de la infidelidad de Nancy pero al ver como era la relación de Dale y Joseph decide mantener el secreto a igual que todo el vecindario. Finalmente en el episodio «Los chicos de Nancy» ésta decide terminar su relación con John Redcorn durante las últimas temporadas de dedica a ser cantante para niños.
- Joseph John Gribble (voz de Brittany Murphy en 1997–2000, Breckin Meyer en 2000–2009) (José Gómez en Hispanoamérica) - El hijo de 13 años de Dale y Nancy y uno de los mejores amigos de Bobby. A pesar de las características obvias de los nativos americanos de Joseph, su similitud en apariencia con John Redcorn y el hecho de que su segundo nombre es «John», ni él ni Dale saben que Redcorn es su padre biológico (Nancy se refiere a que Dale tiene una «abuela jamaicana» Para explicar la tez oscura de José). Los intentos ocasionales e incómodos de Redcorn para acercarse a José (en contra de los deseos de Nancy) hacen que José lo considere extraño y espeluznante. Joseph comienza siendo un adolescente normal, pero con el tiempo se vuelve extraño y espeluznante, por no hablar de tonto. Joseph comienza a perseguir a Dale más que a John, Nancy o incluso a cualquiera de sus amigos. Joseph tiene una media hermana llamada Kate (por John Redcorn que tiene otro asunto), que es muy similar a Joseph en personalidad e intereses, pero tampoco se da cuenta de que Redcorn es su padre. Joseph es el único personaje de la serie que ha demostrado su madurez física, habiendo crecido seis pulgadas de altura en el transcurso de un verano, un físico más construido, una destreza atlética y una voz más profunda y un bigote tenue en su reaparición.
- Bug Gribble (voz de David Herman) (Bob Gómez en Hispanoamérica) - Bug es el padre de Dale, el suegro de Nancy y el abuelo de Joseph, quien había estado alejado de Dale durante muchos años por haber besado a Nancy en su boda y a la de Dale. Bug es en realidad gay y había estado coqueteando con un proveedor de comida filipino en su lugar, y al sentir la inminente entrada de Dale en la habitación, intentó ocultar su orientación a su hijo agarrando y besando «la cosa más cercana en un vestido». Este malentendido, y la incapacidad de Bug para revelar su verdadera sexualidad a Dale, resultaron en su alejamiento. Cuando Dale y Nancy renuevan sus votos matrimoniales 20 años después, Nancy se las arregla para invitar a Bug, y Dale inicialmente sospecha de su extraño comportamiento y tiene un «socio» que significa que Bug es un agente gubernamental encubierto, pero finalmente acepta la verdad al verlo. y su compañera comparten un devoto beso. La aparición de Bug en «My Own Private Rodeo» confirma su aparición en episodios anteriores, en los que guarda una casi idéntica a la actual Dale.
- Kohng Koy «Kahn» Souphanousinphone (voz de Toby Huss y Ronny Chieng) - es el materialista de Hank, el vecino proveniente de Laos, el marido de Minh, el padre de Connie y el principal antagonista. Él cree que es mejor que sus vecinos, a menudo refiriéndose a ellos como «Campesinos o pobres». Con frecuencia se jacta de su superioridad con respecto a los demás y sueña con ser mucho más exitoso que Ted Wassanasong. A pesar de su actitud arrogante, Kahn busca la aprobación y la amistad de sus vecinos más prácticos, que aceptan y toleran sus maneras. Anteriormente, trabajó para un contratista de defensa que fabricaba armaduras de cerámica compuesta, pero fue despedido por revelar secretos de la empresa. Después de una serie de fallas en el trabajo (debido a su actitud), encontró un nuevo trabajo que lo obligaba a ir hasta houston. Al recordar la historia de cómo se conocieron Minh y Kahn, se revela que él era un ex rebelde y playboy a quien Minh eligió sobre el intelectual de cordones con el que su padre la contrató. En un episodio, Kahn muestra que él es un artista marcial entrenado mientras se mete en una pelea con algunos paletos. En el episodio «Just Another Manic Kahn-Day», se revela que Kahn tiene un trastorno bipolar (que también se mencionó en el episodio anterior «Lost in Myspace»). Se revela en el episodio «Tres días del Kahndo» que Kahn tiene un hermano que también vive en los Estados Unidos con una familia propia.
- Minh Souphanousinphone (voz de Lauren Tom) - La esposa de Kahn y la madre de Connie. Minh es una ama de casa que disfruta haciendo comentarios groseros sobre los vecinos, particularmente Peggy. Ella a veces tiene una actitud de esnobismo hacia los vecinos, literalmente también se refiere a ellos como «pobres , campesinos» o «monos mudos». Pero, en general, es una persona más comprensivo y mejor vecino que Kahn.
- Connie «Kahn Jr.»Souphanousinphone (voz de Lauren Tom) - Connie es la hija nacida en Estados Unidos de Kahn y Minh. Ella es una de las mejores amigas de Bobby y por un tiempo su novia. Ella es una violinista, una estudiante «A», y una persona con un rendimiento excesivo en general, presionada por su madre y su padre, quienes la consideran una niña prodigio. Aunque está claro que ella trabaja duro debido a sus padres dominantes, en realidad, lo hace por sí misma. Connie lleva el sobrenombre Khan Jr. por parte de su padre quien en realidad el quería un hijo.
- Buck Strickland (voz de Stephen Root) - Originario de Arkansas, Buck fue históricamente conocido por su modesto comienzo en los negocios y en la inteligencia comercial general. Desde entonces, estos atributos han sido desgastados por la vida y han sido reemplazados por muchos hábitos que a menudo se interponen en sus decisiones comerciales. Buck es un jugador compulsivo hasta el punto en que usará las ganancias de la compañía para continuar jugando, incluso apostando en eventos clandestinos. También como LBJ, Buck es un chovinista, alcohólico y adúltero. A menudo se implica que Hank reverencia a Buck y que, a los ojos de Hank, los dos tienen una relación cercana. En comparación con Hank, que es el modelo definitivo de un buen empleado, los vicios de Buck requieren que Hank esté muy atento. Buck se refiere a Hank como su «Ganso Dorado», lo que implica que Hank es la única razón por la que su negocio permanece a flote y, por lo tanto, nunca lo despediría. Hank ha utilizado la amenaza de renunciar para capitular la transición de Buck de las cosas que Hank encontró desagradables. Su salud es cuestionable ya que ha sufrido numerosos infartos y ha tenido varias cirugías cardiovasculares.
- Joe Jack (con la voz de Toby Huss) - Joe Jack es un conductor de camión de combustible y compañero de trabajo con Hank en Strickland Propane. Tiene un problema con la bebida, como se ve cuando es miembro de Propaniacs. Joe Jack tiene la costumbre de llamar a las personas con las que habla «cariño», independientemente de su género o nivel de familiaridad con él.
- Enrique (con la voz de Eloy Casados de 1997–1998, Danny Trejo de 2002–2009) - Enrique es un buen conductor de camiones mexicano-estadounidense en Strickland Propane. Originalmente habló con un acento muy débil. En el episodio «Diferencias Enriquecilables», Enrique se hace amigo de Hank por la fuerza después de una pelea desagradable con su esposa. Enrique termina mudándose con las Colinas por un corto tiempo y finalmente desarrolla un vínculo patológico con la familia reyes,
- Debbie Grund (voz de Reese Witherspoon) - Debbie era una empleada de Strickland Propane y fue la amante de Buck Strickland y la principal antagonista en el episodio «Hanky Pankyv. Como venganza para que Buck terminara su relación, ella planeó asesinar a Buck y su esposa, pero accidentalmente se suicidó con la escopeta de Buck mientras intentaba meterse en el contenedor que estaba usando como escondite.
- Elizabeth «Miz Liz» Strickland (voz de Kathleen Turner) - Elizabeth es la esposa de Buck Strickland, de voz profunda y larga, vista por primera vez en «Hanky Panky». En «Hanky Panky», la primera mitad de un episodio de dos partes, Miz Liz se enfrenta a Buck en una cena de premiación mientras él está allí con su amante. Ella solicita el divorcio de Buck y, posteriormente, toma el control de Strickland Propane. Esto obliga a Buck a mudarse con Debbie. Ella promueve a Hank a gerente e intenta seducir a Hank en un jacuzzi de propano. Sin embargo, el interés no fue correspondido. Ella se jacta de Buck sobre esto, Buck, a su vez, sorprende a Hank con una escopeta cargada que expresa sus celos. Ella y Buck se reconcilian en la segunda mitad de «High Anxiety», pero más adelante, en «The Good Buck», Buck afirma que Miz Liz se ha ido para siempre,

## Recepción
King of the Hill recibió la aclamación de la crítica a lo largo de sus trece años de emisión. Las primeras revisiones del espectáculo fueron positivas. Diane Holloway en el Chicago Tribune la consideró como «la serie de televisión más tejana desde Dallas» y elogió el «astuto sentido del humor y la sensibilidad subversiva» del programa.
James Poniewozik afirmó que «silenciosamente había sido la mejor comedia familiar de la televisión» y calificó el final del programa como «una de las cosas más conmovedoras que he visto en televisión este año». Alan Sepinwall de The Star-Ledger la describió como «más dulce y más humana que la gran mayoría de las comedias de acción real que se superpusieron». Genevieve Koski de The AV Club describió el programa como una «serie firme y práctica», al tiempo que señaló que «el programa vio su justa cantidad de conceptos tontos y se volvió bastante repetitivo en las temporadas finales».